# مطار أوديسا الدولي
مطار أوديسا الدولي (بالأوكرانية: Міжнародний аеропорт "Одеса") (إياتا: ODS، إيكاو: UKOO) هو مطار دولي يخدم مدينة أوديسا، أوكرانيا.

## شركات الطيران والوجهات

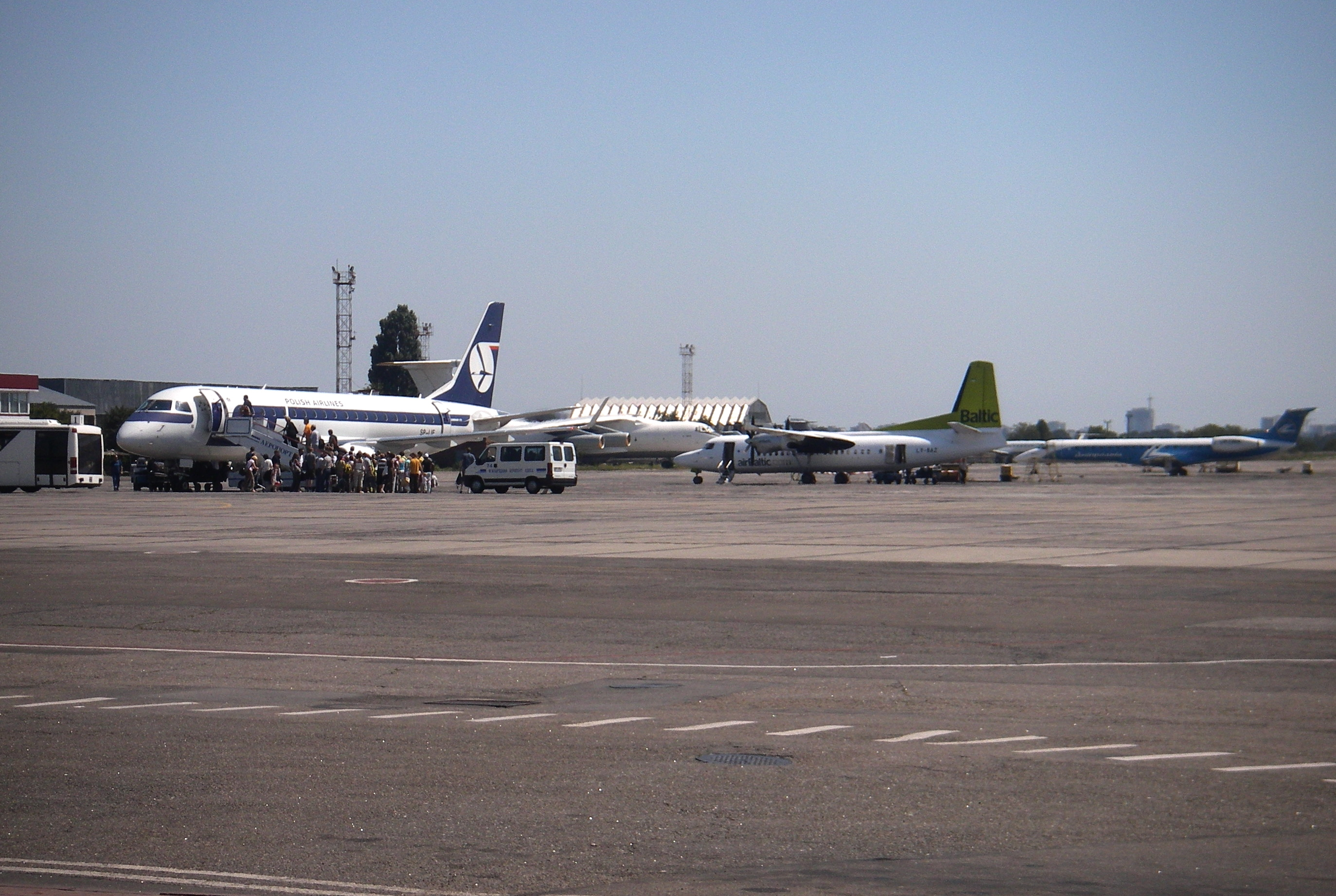
مطار أوديسا الدولي

منذ 24 فبراير 2022، علقت جميع رحلات الركاب إلى أجل غير مسمى بسبب الغزو الروسي لأوكرانيا. كانت شركات الطيران التالية تقدم رحلات من وإلى مطار بوريسبيل الدولي
| شركـات طيـران                    | الوجهات |
| -------------------------------- | --- |
| طيران البلطيق                    | موسمي: مطار ريغا الدولي |
| الأناضول جت                      | مطار صبيحة كوكجن الدولي |
| الخطوط الجوية النمساوية          | مطار فيينا الدولي |
| Azur Air Ukraine                 | موسمي عارض: مطار أنطاليا، مطار شرم الشيخ الدولي |
| خطوط بوتا الجوية                 | مطار حيدر علييف الدولي |
| فلاي دبي                         | مطار دبي الدولي |
| خطوط لوت الجوية البولندية        | مطار وارسو فريدريك شوبان موسمي: Rzeszow |
| Motor Sich Airlines              | مطار كييف جولياني الدولي |
| خطوط بيغاسوس                     | مطار إيسنبوغا الدولي، مطار صبيحة كوكجن الدولي |
| سكاي أب                          | مطار فاكلاف هافيل الدولي، مطار تبليسي الدولي، مطار يريفان الدولي موسمي: مطار حيدر علييف الدولي، مطار برشلونة الدولي، مطار باطومي الدولي، Rimini، مطار بن غوريون الدولي، مطار تيرانا الدولي، Tivat، مطار فيلنيوس موسمي عارض: مطار أنطاليا، مطار شرم الشيخ الدولي |
| الخطوط الجوية التركية            | مطار إسطنبول الدولي |
| الخطوط الجوية الدولية الأوكرانية | مطار إسطنبول الدولي، مطار بوريسبيل الدولي، مطار بن غوريون الدولي موسمي: مطار إيفانو فرانكيفسك الدولي موسمي عارض: مطار أنطاليا، Kayseri |

## إحصائيات
| السنة | عدد المسافرين | التغير مقارنة بالسنة الماضية | المجموع 2001–2018 (بالملايين) |
| ----- | ------------- | ---------------------------- | ----------------------------- |
| 2001  | 117,000       | –                            |                               |
| 2002  | 132,000       | ▲012.8%                      |                               |
| 2003  | 260,000       | ▲097.0%                      |                               |
| 2004  | 307,000       | ▲018.1%                      |                               |
| 2005  | 343,000       | ▲011.7%                      |                               |
| 2006  | 465,100       | ▲035.6%                      |                               |
| 2007  | 527,400       | ▲013.4%                      |                               |
| 2008  | 787,000       | ▲049.2%                      |                               |
| 2009  | 651,000       | ▼017.3%                      |                               |
| 2010  | 707,100       | ▲08.6%                       |                               |
| 2011  | 824,300       | ▲017.0%                      |                               |
| 2012  | 907,600       | ▲010.1%                      |                               |
| 2013  | 1,069,100     | ▲017.8%                      |                               |
| 2014  | 863,900       | ▼019.2%                      |                               |
| 2015  | 949,100       | ▲09.8%                       |                               |
| 2016  | 1,033,560     | ▲08.9%                       |                               |
| 2017  | 1,230,000     | ▲018.3%                      |                               |
| 2018  | 1,446,500     | ▲017.7%                      |                               |